# جون آر.
جون آر. (بالإنجليزية: John R.)‏ هو دي جيه ومنتج أسطوانات أمريكي، ولد في 20 أغسطس 1910، وتوفي في 15 فبراير 1986 بسبب سرطان الرئة.

## وصلات خارجية
- جون آر. على موقع الموسوعة البريطانية (الإنجليزية)
- جون آر. على موقع ديسكوغز (الإنجليزية)